# Новгородский исторический сборник
Новгоро́дский истори́ческий сбо́рник — продолжающееся научное издание в виде сборников исследовательских статей и публикаций результатов археологических раскопок, посвящённых истории и культуре Великого Новгорода и Новгородской земли. Издаётся с 1936 года, когда начал осуществляться проект по превращению Новгорода в город-музей. Выпуски сборника имеют сквозную нумерацию, после возобновления издания в 1982 году — сдвоенную.

## История
В 1938 году была организована новгородская секция Института истории АН СССР, которая готовила к изданию выпуски сборника совместно с ГАИМК. До начала Великой Отечественной войны вышло всего восемь выпусков.
Издание следующего после довоенных девятого выпуска в 1959 году было приурочено к 1100-летию Великого Новгорода. После десятого выпуска (1961) вновь наступил длительный перерыв.
Ответственными редакторами сборника были академики Б. Д. Греков (1936—1940), Д. С. Лихачёв (1959—1961) и В. Л. Янин (1982—2011).
В современный состав редколлегии входят: член-корр. РАН П. Г. Гайдуков (отв. редактор), к.и.н., к.э.н. Я. А. Васильев (отв. секретарь), д.и.н. В. Г. Вовина-Лебедева, д.и.н. Б. Н. Ковалёв, к.и.н. Г. М. Коваленко, Э. Лёфстранд (Швеция), д.и.н. А. А. Селин, к.и.н. О. А. Тарабардина, к.и.н. Е. В. Торопова (зам. отв. редактора), к.и.н. В. Ю. Черняев, д.и.н. А. Н. Чистиков (зам. отв. редактора).

## Список выпусков сборника
- Вып. 1. — Л., 1936.
  - Богусевич В. А. Порховская крепость.
  - Семёнов А. И. Топография новгородского Торга в 1583 г.
  - Строков А. А. Раскопки Холопьей улицы древнего Новгорода.
- Вып. 2. — Л., 1937.
  - Строков А. А. Борьба смердов и «черных» людей в Новгороде Великом.
  - Валк С. Н. Древнейшие новгородские акты.
  - Фигаровский В. А. О грамоте новгородского правительства в Москву в 1615 г.
  - Богусевич В. А. Литейный мастер Михаил Андреев.
  - Мантейфель Б. К. Обследование оснований башен новгородского вала.
  - Дмитриев Ю. Н. К истории новгородской архитектуры.
  - Богусевич В. А. Стены Староладожской крепости.
  - Мартинсон Ф. А. Старейшая книга в библиотеке Управления Новгородских государственных музеев.
- Вып. 3—4. — Новгород, 1938. — 220 с. 
  - Строков А. А. Разгром немецких «псов-рыцарей» на льду Чудского озера в 1242 году.
  - Богусевич В. А. Уничтожение Александром Невским немецко-рыцарского войска в Копорье.
  - Дмитриев Ю. Н. Изображение отца Александра Невского на нередицкой фреске XIII века.
  - Фигаровский В. А. Отпор шведским интервентам в Новгороде.
  - Строков А. А. Восстание Степанки в 1418 году.
  - Беляева А. А. Землевладение Юрьева монастыря в Новгороде.
  - Глащинская Л. М. Пережитки дохристианских верований в новгородском искусстве XIV века.
  - Малий И. М. Из истории завода «Пролетарий».
  - Мантейфель Б. К. Естественные богатства Ильменского бассейна.
  - Строков А. А., Богусевич В. А., Мантейфель Б. К. Раскопки на Ярославском Дворище.
  - Строков А. А. Раскопки трех камер в Новгородском Кремле.
  - Богусевич В. А. Вновь открытые фрески русских мастеров XIV века.
  - Константинова Е. Н. Византийская эмаль.
- Вып. 5. — Новгород, 1939.
  - Строков А. А., Богусевич В. А., Мантейфель Б. К. Раскопки в Новгородском кремле в 1938 году.
  - Тихомиров М. Н. Рукописи Новгородского музея.
  - Артамонов М. И. Мастера Нередицы.
  - Порфиридов Н. Г. Декоративная живопись новгородской Грановитой палаты.
  - Строков А. А. Археологические разведки в с. Ракоме.
- Вып. 6. — Новгород, 1939.
  - Арциховский А. В. Новгородские ремёсла.
  - Строков А. А. Отчёт о раскопках древнего русского водопровода.
  - Богусевич В. А. Магдебургские врата XII в.
  - Порфиридов Н. Г. Памятник новгородской эпиграфики XVI в.
  - Фигаровский В. А. Партизанское движение во время шведской интервенции в Московском государстве в начале XVII века.
  - Строков А. А. Дохристианский могильник (по данным археологических раскопок на Ярославовом дворе).
- Вып. 7. — Новгород, 1940.
  - Строков А. А., Богусевич В. А. Предварительный отчет о раскопках в Новгороде в 1939 г. (южная часть Кремля).
  - Строков А. А. Отчет об археологических работах в Старой Руссе в 1939 г.
  - Дмитриев Ю. Н. Мастер-серебряник XV века.
  - Мешалин И. В. Промышленность г. Новгорода в XVIII в.
  - Богусевич В. А. К вопросу о реставрации Волотовской церкви XIV в.
  - Порфиридов Н. Г. Живопись Волотова.
  - Тихомиров М. Н. Новгородский хронограф XVII в.
  - Порфиридов Н. Г. Камни с изображениями и знаками.
  - Глащинская Л. М. Колхозный скульптор Иван Иванович Палицын.
  - Васильев А. И. И. Н. Ларионов «Псков древний».
- Вып. 8. — Новгород, 1940.
  - Строков А. А. Раскопки на Ярославовом дворе в 1940 году.
  - Порфиридов Н. Г. Очерки памятников новгородской сфрагистики. Печати Великого Новгорода.
  - Богусевич В. А. Псковские купцы XVII в. Русиновы.
  - Строков А. А. Земельные владения и соляные варницы Новгородского Юрьева монастыря в Старой Руссе.
  - Малий И. М. Новгородская типография кружка «Союза борьбы за освобождение рабочего класса».
  - Гинзбург В. В. О «мощах» из Софийского собора в Новгороде.
  - Материалы по ремонту и реставрации новгородских архитектурных памятников.
- Вып. 9. — Новгород, 1959.
- Вып. 10. — Новгород, 1962.
- Вып. 1 (11). — Л., Наука, 1982. — 290 с. — 3900 экз.
- Вып. 2 (12). — Л., Наука, 1984. — 294 с. — 2400 экз.
- Вып. 3 (13). — Л., Наука, Лен. отд., 1989. — 2650 экз.
- Вып. 4 (14). — СПб., Новгород, 1993.
- Вып. 5 (15). — СПб., 1995.
- Вып. 6 (16). — СПб., 1997. — 1000 экз.
- Вып. 7 (17). — СПб.: 1999. — 750 экз.
- Вып. 8 (18). — СПб., 2000. — 800 экз.
- Вып. 9 (19). — СПб.: Дм. Буланин, 2003. — 648 с. — 600 экз. — ISBN 5-86007-323-2.
- Вып. 10 (20). — СПб., Дм. Буланин, 2005. — 800 экз.
- Вып. 11 (21). — СПб., Дм. Буланин, 2008. — 392 с., [8] л. ил. — ISBN 978-5-86007-590-0.
- Вып. 12 (22). — М.; СПб.: Альянс-Архео, 2011.
- Вып. 13 (23). — В. Новгород, 2013.
- Вып. 14 (24). — В. Новгород, 2014.
- Вып.15 (25). — В. Новгород, 2015.
- Вып. 16 (26). — В. Новгород, 2016.
- Вып. 17 (27). — В. Новгород, 2017.
- Вып. 18 (28). — В. Новгород, 2019.
- Вып. 19 (29). — В. Новгород, 2020.